# 小久喜
小久喜（こぐき）は、埼玉県白岡市の大字。郵便番号は349-0217。本項では、同地域にかつて存在した南埼玉郡小久喜村（こぐきむら）についても記す。

## 地理
白岡市中部に位置する概ね「C」の字の形をした地域。地区の南部など一部は大宮台地上（白岡支台）に位置する。地区内の南部から北部にかけてJR東日本東北本線（宇都宮線）が通り、白岡駅が置かれている。東で岡泉・千駄野に、南で実ケ谷・蓮田市黒浜に、西で白岡・蓮田市南新宿に、北で白岡・寺塚に接する（大字界が錯綜しているため、飛地との隣接は省略）。東部の低地周辺などの一部を除き住宅地となっている。商業施設は、かつて白岡駅の駅舎が西口のみだったことから駅西側に集中する。

### 河川
- 隼人堀川
- 三ヶ村落堀
- 黒沼用水

### 地価
住宅地の地価は2014年（平成26年）1月1日の公示地価によれば小久喜字相野谷1070番6の地点で11万2000円/m2となっている。

## 歴史

### 地名の由来
「クキ」は小高い場所を指し、小高い地で薪などの燃料がとれたことから。

### 沿革
- 幕末の時点では埼玉郡に属し、「旧高旧領取調帳」の記載によると明治初年時点では幕府領（大竹左馬太郎支配所）、旗本平岡氏知行であった[5]。
- 1868年（慶応4年）6月19日（1868年8月7日） - 武蔵知県事・山田政則の管轄となる。
- 1869年（明治2年）
  - 1月10日（1869年2月20日） - 武蔵知県事・山田政則が宮原忠英に交代。
  - 1月13日（1869年2月23日） - 武蔵知県事・宮原忠英の管轄区域に大宮県を設置、同県の管轄となる。県庁は東京府馬喰町に置かれる。
  - 9月29日（1869年11月2日） - 県庁が浦和に置かれ浦和県に改称。
- 1871年（明治4年）11月13日（1871年12月24日） - 第1次府県統合により埼玉県の管轄となる。
- 1879年（明治12年）3月 - 前年に制定された郡区町村編制法の埼玉県での施行により南埼玉郡の所属となる。郡役所は岩槻町に設置。
- 1885年（明治18年）7月16日 - 地区内に日本鉄道第二区線（後の東北本線）が開通する。
- 1889年（明治22年）4月1日 - 町村制の施行に伴い小久喜村が単独で自治体を形成。後に日勝村となる9村で町村組合を結成。
- 1895年（明治27年）3月15日 - 町村組合を結成していた岡泉村・実ケ谷村・千駄野村・上野田村・下野田村・爪田ケ谷村・太田新井村・彦兵衛村と合併して日勝村が成立。同村の大字小久喜となる。自治体としては消滅。
- 1908年（明治41年）5月1日 - 地内の東北本線に白岡信号所（後の白岡駅）が開設される。
- 1954年（昭和29年）9月1日 - 日勝村が篠津村および大山村の一部（大字下大崎、柴山、荒井新田）と合併して白岡町となり、その大字に継承。
- 2012年（平成24年）10月1日 - 白岡町が市制施行して白岡市となり、その大字に継承。

## 世帯数と人口
2023年（令和5年）7月1日時点の世帯数と人口は以下の通りである。
| 大字   | 世帯数    | 人口     |
| ------ | --------- | -------- |
| 小久喜 | 5,227世帯 | 11,399人 |

## 小・中学校の学区
市立小・中学校に通う場合、学区は以下の通りとなる。
| 区域                 | 小学校             | 中学校             |
| -------------------- | ------------------ | ------------------ |
| 1 - 1482 1516 - 1674 | 白岡市立南小学校   | 白岡市立南中学校   |
| その他               | 白岡市立菁莪小学校 | 白岡市立菁莪中学校 |

## 交通

### 鉄道路線
地区内をJR東日本宇都宮線が通り、白岡駅が所在する。

### 道路
- 東北自動車道
  - 白岡バスストップ
- 埼玉県道78号春日部菖蒲線
- 埼玉県道145号白岡停車場南新宿線
- 埼玉県道162号蓮田白岡久喜線
- 水と緑のふれあいロード「中島・黒沼・豊春用水コース」 - 自転車歩行者専用道路

## 公園
- 白岡市総合運動公園（一部が飛地にかかる）
- ふれあいの森公園
- せせらぎ公園
- 神社公園 - 小久喜久伊豆神社の南側に位置する
- 小久喜沖山児童遊園
- 小久喜埜地児童遊園
- 小久喜埜地第二児童遊園
- 小久喜三光区児童遊園

## 施設
- 久喜警察署白岡駅前交番
- 白岡市中央公民館
- 白岡市立南小学校
- 白岡天使幼稚園
- 白岡中央総合病院
- 埼玉りそな銀行白岡支店
- 埼玉縣信用金庫白岡支店
- パークシティ白岡 - サッポロ農産加工白岡工場跡地に立地[7]
- 小久喜久伊豆神社
- 寿楽院
- 獅子博物館[8]